# Jungfraubahn
| Streckenkarte im Netz der Schmalspurbahnen der JBH |                     |                                                 |                                          |
| Streckennummer (BAV): | 318                 |                                                 |                                          |
| Fahrplanfeld: | 311, 312            |                                                 |                                          |
| Streckenlänge: | 9,34 km             |                                                 |                                          |
| Spurweite: | 1000 mm (Meterspur) |                                                 |                                          |
| Stromsystem: | 1125 V, 50 Hz ∆     |                                                 |                                          |
| Maximale Neigung: | 250 ‰               |                                                 |                                          |
| Zahnstangensystem: | Strub               |                                                 |                                          |
| |                     |                                                 |                                          |
| \| \| 0,00 \| Kleine Scheidegg Anschluss an die WAB \| 2061 m ü. M. \| \| \| \| \| \| \| \| \| von Lauterbrunnen und nach Grindelwald \| \| \| \| 1,06 \| Fallboden \| 2150 m ü. M. \| \| \| 1,23 \| Fallboden (-Galerie und -Tunnel) (360 m) \| Fallboden (-Galerie und -Tunnel) (360 m) \| \| \| \| \| \| \| \| 2,04 \| Eigergletscher Anschluss Seilbahn Eiger Express \| 2320 m ü. M. \| \| \| \| \| \| \| \| \| nach Grindelwald Terminal \| \| \| \| 2,20 \| Jungfraujoch-Tunnel (7202 m) \| Jungfraujoch-Tunnel (7202 m) \| \| \| 2,90 \| Rotstock \| 2530 m ü. M. \| \| \| 4,40 \| Eigerwand \| 2864 m ü. M. \| \| \| \| Eiger \| \| \| \| 5,73 \| Eismeer \| 3158 m ü. M. \| \| \| \| Mönch \| \| \| \| 9,39 \| Jungfraujoch \| 3455 m ü. M. \| \| \| \| Jungfraujoch \| 3466 m ü. M. \| \| \| \| Jungfrau \| 4158 m ü. M. \| |                     |                                                 |                                          |
| Kopfbahnhof Streckenanfang · Bahnhof | 0,00                | Kleine Scheidegg Anschluss an die WAB           | 2061 m ü. M.                             |
| |                     |                                                 |                                          |
| Strecke · Strecke nach links |                     | von Lauterbrunnen und nach Grindelwald          | von Lauterbrunnen und nach Grindelwald   |
| Blockstelle | 1,06                | Fallboden                                       | 2150 m ü. M.                             |
| Tunnel | 1,23                | Fallboden (-Galerie und -Tunnel) (360 m)        | Fallboden (-Galerie und -Tunnel) (360 m) |
| |                     |                                                 |                                          |
| Bahnhof | 2,04                | Eigergletscher Anschluss Seilbahn Eiger Express | 2320 m ü. M.                             |
| |                     |                                                 |                                          |
| Strecke |                     | nach Grindelwald Terminal                       | nach Grindelwald Terminal                |
| Tunnelanfang | 2,20                | Jungfraujoch-Tunnel (7202 m)                    | Jungfraujoch-Tunnel (7202 m)             |
| ehemaliger Haltepunkt / Haltestelle (im Tunnel) | 2,90                | Rotstock                                        | 2530 m ü. M.                             |
| Dienststation / Betriebs- oder Güterbahnhof (im Tunnel) | 4,40                | Eigerwand                                       | 2864 m ü. M.                             |
| Strecke (im Tunnel) |                     | Eiger                                           | Eiger                                    |
| Bahnhof (im Tunnel) | 5,73                | Eismeer                                         | 3158 m ü. M.                             |
| Strecke (im Tunnel) |                     | Mönch                                           | Mönch                                    |
| Kopfbahnhof Streckenende (im Tunnel) | 9,39                | Jungfraujoch                                    | 3455 m ü. M.                             |
| |                     | Jungfraujoch                                    | 3466 m ü. M.                             |
| |                     | Jungfrau                                        | 4158 m ü. M.                             |

Die Jungfraubahn (JB) ist eine elektrische Zahnradbahn in der Schweiz. Sie führt seit August 1912 von der Kleinen Scheidegg durch Eiger und Mönch bis auf das Jungfraujoch mit der höchsten Eisenbahnstation Europas (Tunnelstation, 3454 m) und überwindet auf einer Länge von 9,34 Kilometern fast 1400 Höhenmeter. Etwas mehr als sieben Kilometer der Strecke liegen im Tunnel.
Die Bahn befindet sich grossenteils im Berner Oberland des Kantons Bern (Gemeinden Lauterbrunnen und Grindelwald), die letzten Meter ab Höhe Sphinx-Observatorium und die Endstation befinden sich im Kanton Wallis (Gemeinde Fieschertal).

## Geschichte

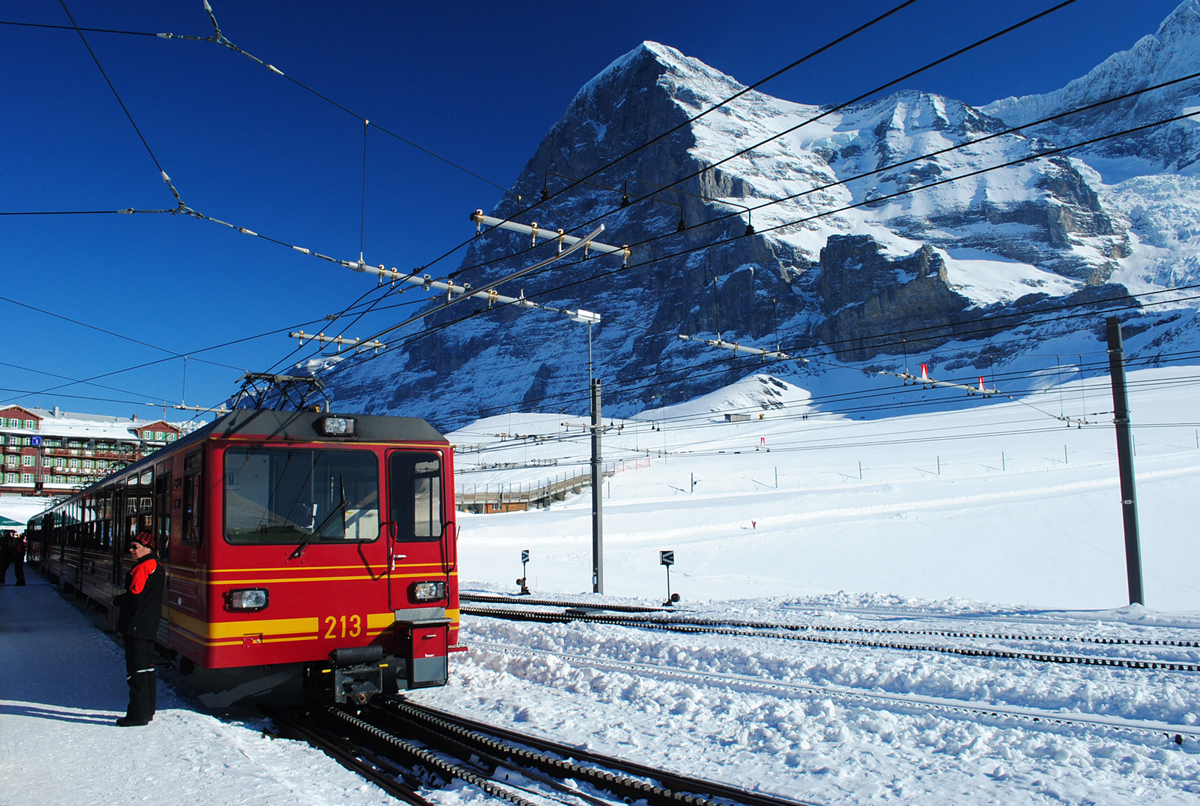
Die Talstation auf der Kleinen Scheidegg (2012)

### Übersicht / Historie
Die Jungfrau galt lange Zeit als der berühmteste Berg der Schweiz. Viele Dichter, Maler und Gelehrte reisten in die Jungfrau-Region, um dort die Gletscher, Bergseen und Wasserfälle beim Dreigestirn Eiger, Mönch und Jungfrau zu bestaunen, zu dokumentieren und darüber Gedichte zu verfassen. In einem Text aus dem Jahre 1577/78 über den 4158 m hohen Jungfraugipfel heisst es: „Die Jungfrau ist ein sehr hoher, von ewigem Schnee und Eis starrender Berg, daher völlig unzugänglich“.
Dies änderte sich am 3. August 1811, als die Gebrüder Johann Rudolf und Hieronymus Meyer als erste den Gipfel erklommen. Möglicherweise war es die im Zusammenhang mit dem Gipfelerfolg entstandene Faszination, die den Wunsch auslöste, eine Bahn bis zum Gipfel der Jungfrau zu bauen.
Dieser Wunsch nahm Ende des 19. Jahrhunderts konkrete Formen an. In der gesamten Schweiz grassierte das „Bergbahnfieber“. In der Folge entstanden eine ganze Reihe von Zahnradbahnen. Den Höhepunkt des Baufiebers stellte die Jungfraubahn dar.

### Vorprojekte
Anlässlich einer Bergbahnmodell-Ausstellung in Bern präsentierte Friedrich Seiler 1869 seine Idee einer pneumatischen Bahn von Lauterbrunnen bis zum Rottal am Fusse der Jungfrau. Vom Rottal aus sollte ein gesicherter Bergweg bis zur Jungfrauspitze führen. Weiter wollte Seiler Schlittenfahrten mit Rentieren oder Polarhunden über den Aletschgletscher ins Wallis organisieren. Das ganze Projekt geriet jedoch rasch in Vergessenheit.
Am 16. Oktober 1889 reichte der Zürcher Ingenieur Maurice Koechlin beim Bundesrat ein Projekt für eine Bahn auf den Jungfraugipfel ein. Es sollte eine in fünf Sektionen gestaffelte Bahn mit elektrischem Antrieb sein.
Sechs Tage darauf legte der Aargauer Ingenieur Alexander Trautweiler beim Bundesrat einen Plan für vier voneinander unabhängige Drahtseilbahnen vor, die zum Gipfel führten.
Ein weiteres Projekt stammte vom Ingenieur Eduard Locher. In zwei geraden Röhren sollten Wagen mit Druckluft bewegt werden. Da der Bundesrat nur eine Baukonzession vergeben wollte, versuchte er vorerst, die Gesuchsteller zu einer Einigung zu bringen – zunächst vergebens. Im Frühsommer 1891 wurde dem Projekt Koechlin die Konzession erteilt, die Realisierung scheiterte jedoch an der Finanzierung und daran, dass das medizinische Gutachten, das die Unbedenklichkeit von Aufenthalten in solche Höhen nachweisen sollte, negativ ausfiel.
Dasselbe Schicksal erlitt auch das Projekt für eine Tunnelzahnradbahn auf den Eigergipfel.

### Projekt von Adolf Guyer-Zeller
Nach einer Bergwanderung vom Schilthorn nach Mürren kam dem 54-jährigen Grossindustriellen und Finanzpolitiker Adolf Guyer-Zeller eine neue Idee für die Jungfraubahn. Als er nämlich einen Zug der Wengernalpbahn gegen die Kleine Scheidegg fahren sah, fasste er den Entschluss, von dort aus eine Bahn auf die Jungfrau zu bauen. In der Nacht hielt er die Linienführung auf einem Blatt Papier fest.
Am 20. Dezember 1893, knapp vier Monate nach seiner Wanderung, reichte Guyer-Zeller sein Konzessionsgesuch beim Bundesrat ein. In diesem hiess es, dass mit dem Bau der Jungfraubahn nicht in Lauterbrunnen begonnen werde, sondern auf der Kleinen Scheidegg. Die elektrische Zahnradbahn sollte bis zur ersten Station oberirdisch sein, weitergeführt werde die Bahn in einem Tunnel. Auf dem Weg zum Jungfraugipfel sollte sie an vier Stationen halten, wobei jede dieser Stationen dank des unterschiedlichen Blickwinkels ihren einzigartigen Reiz haben und für sich allein ein touristisches Ziel darstellen sollte.

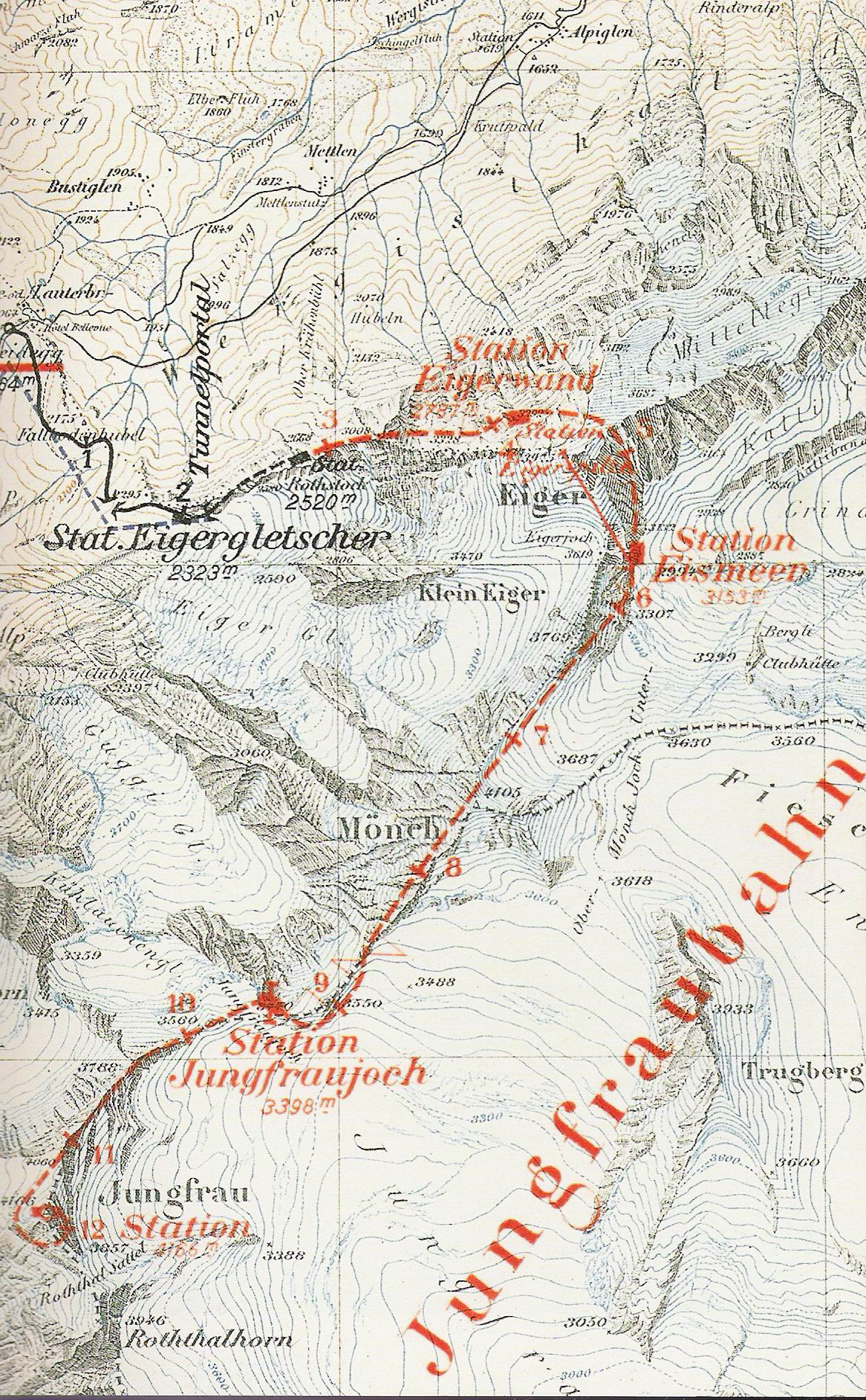
Ursprüngliche Planung einschliesslich des nicht gebauten Teils

Am 21. Dezember 1894 erhielt Guyer-Zeller die Konzession vom Parlament, sein Projekt zu realisieren. Diesmal war ein gefordertes medizinisches Gutachten positiv ausgefallen.
Guyer-Zeller erhielt die Konzession zum Bau der Jungfraubahn nur unter dem Vorbehalt des Beweises, dass eine Bahn in derart grossen Höhen für die Bauarbeiter und später für die Passagiere medizinisch unbedenklich sei. Deshalb hatte er am 15. September 1894 um drei Uhr morgens eine Expedition von Zermatt zum Breithorn gestartet. Dabei wurden sieben Versuchspersonen im Alter von zehn bis 70 Jahren von je sechs bis acht Trägern auf das 3750 m hohe Plateau des Berges hinaufgebracht. Da die Auswertung des Testes keine ungünstigen Erkenntnisse ergab, galt der Beweis als erbracht.
Das Projekt sah eine Führung bis in die Nähe des Jungfrau-Gipfels vor, siehe nebenstehende Karte. Aus wirtschaftlichen Gründen blieb es jedoch beim Bau bis zum Jungfraujoch. Zudem hätte man die vielen Besucher im Gipfelbereich nur aufwendig unterbringen können. Auch die zusätzliche Höhe könnte bei mehr Besuchern Probleme bereiten. Bereits heute führen die Züge eine medizinische Notfallausrüstung gegen möglichen Sauerstoffmangel bei Fahrgästen mit.

### Bau

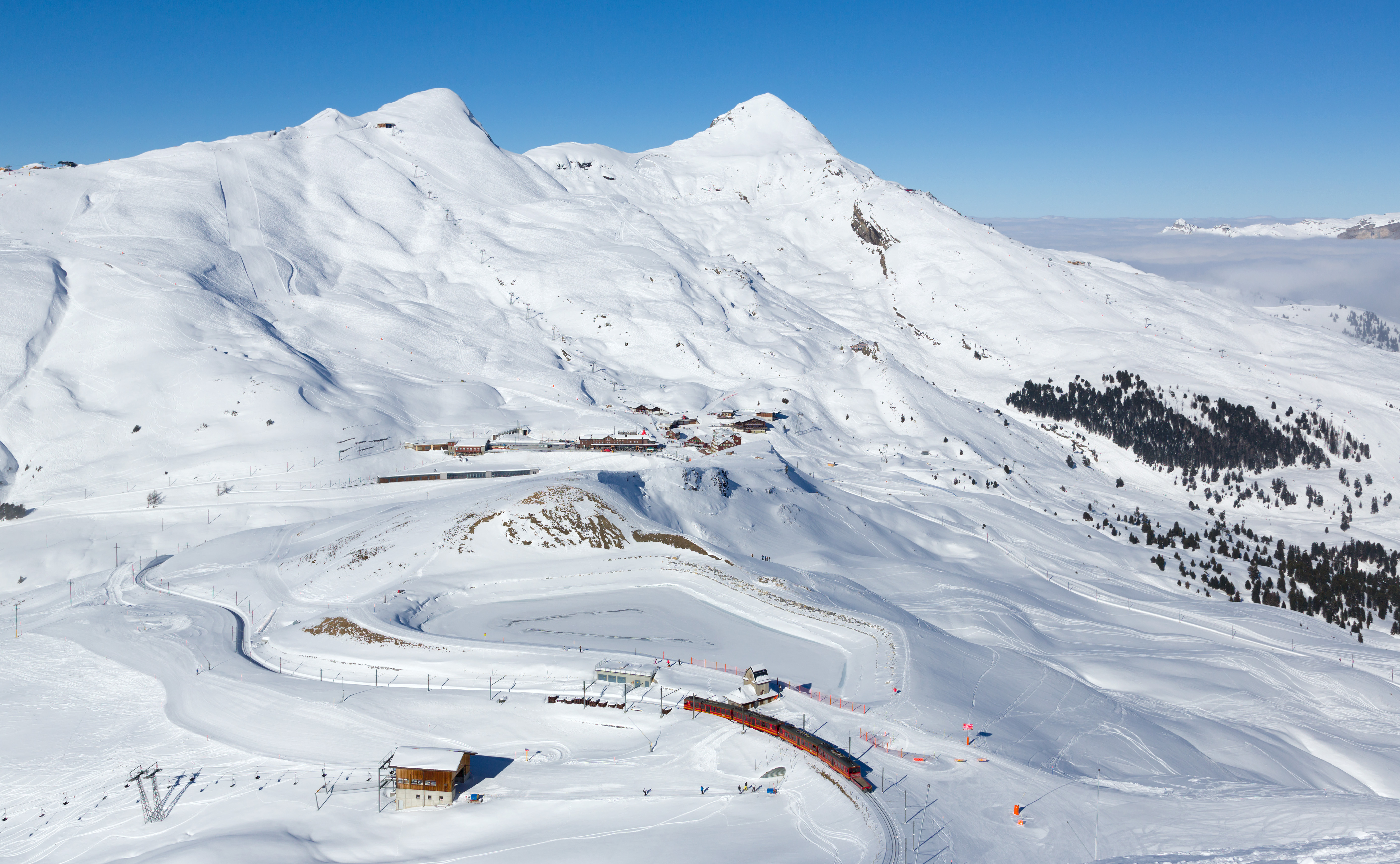
Zwei BDhe 4/8 zwischen Kleiner Scheidegg und Eigergletscher

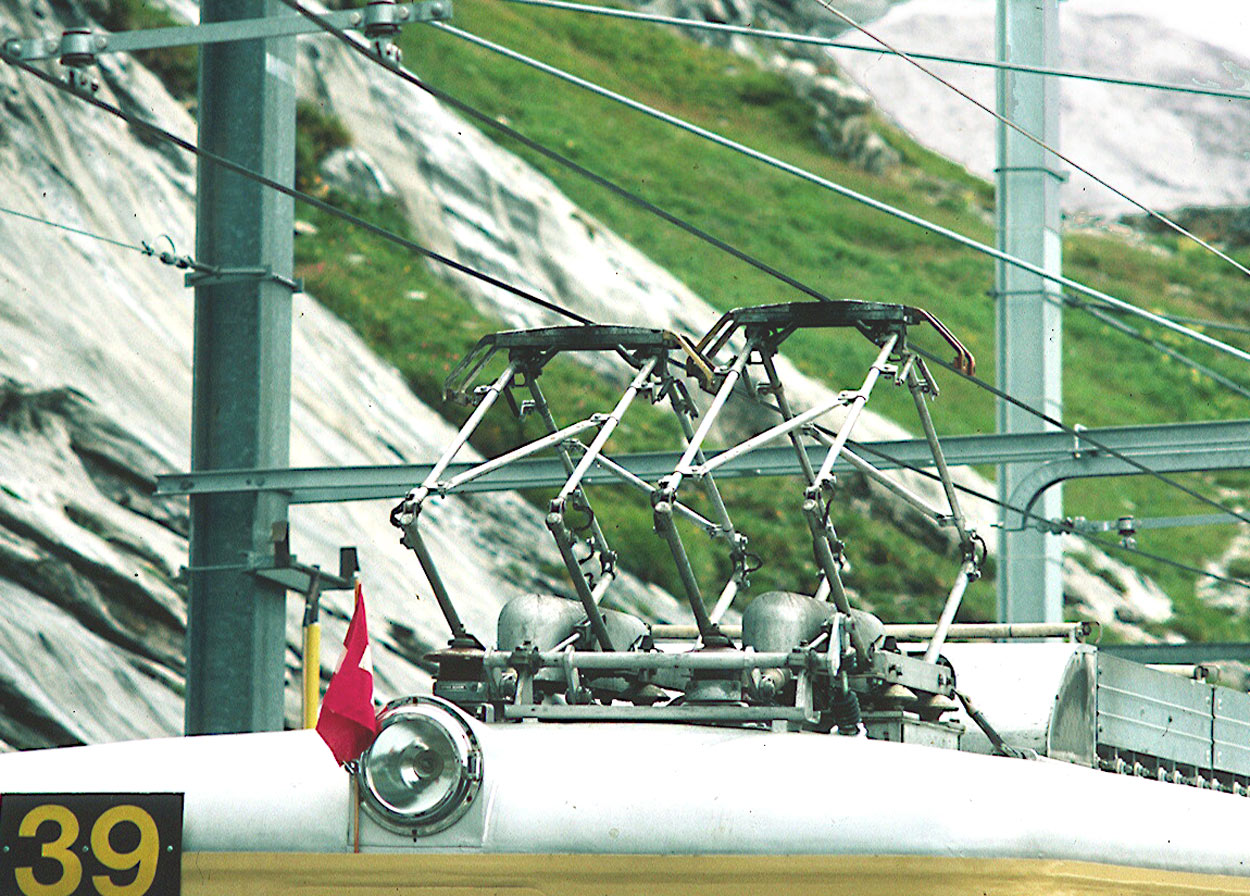
Doppelte Stromabnehmer der Jungfraubahn

Am 27. Juli 1896 machte der Sekretär der Jungfraubahn, Friedrich Wrubel, den Spatenstich und der Bau begann. Die Bauarbeiten konzentrierten sich vorerst auf die offene Strecke zwischen der Kleinen Scheidegg und dem Bahnhof Eigergletscher. Der zwei Kilometer lange Abschnitt wurde ohne Hilfe von Maschinen bewältigt.

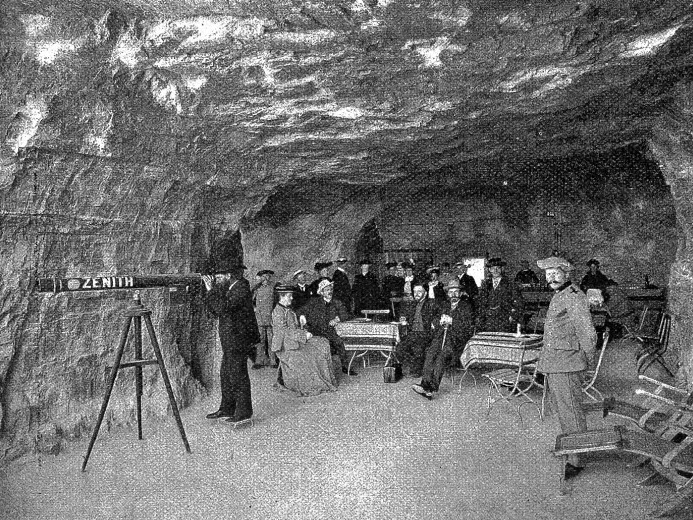
1903, Felsenrestaurant bei der Jungfraubahn Station Eigerwand. Fotografiert von den Gebrüder Wehrli

Trotz des Anschlusses an die Wengernalpbahn wählte man eine andere Spurweite (1000 mm anstelle von 800 mm), eine andere Zahnstange (System Strub anstelle des Systems Riggenbach) und Drehstrom statt Dampfbetrieb, da dieser mehr Leistung und höhere Sicherheit versprach. Damit die Fahrzeuge mit Drehstrom gespeist werden können, verfügt die Strecke über eine zweipolige Fahrleitung. An den Fahrzeugen selbst sind doppelte Stromabnehmer angebracht. Als dritter Pol dienen die geerdeten Fahrschienen.

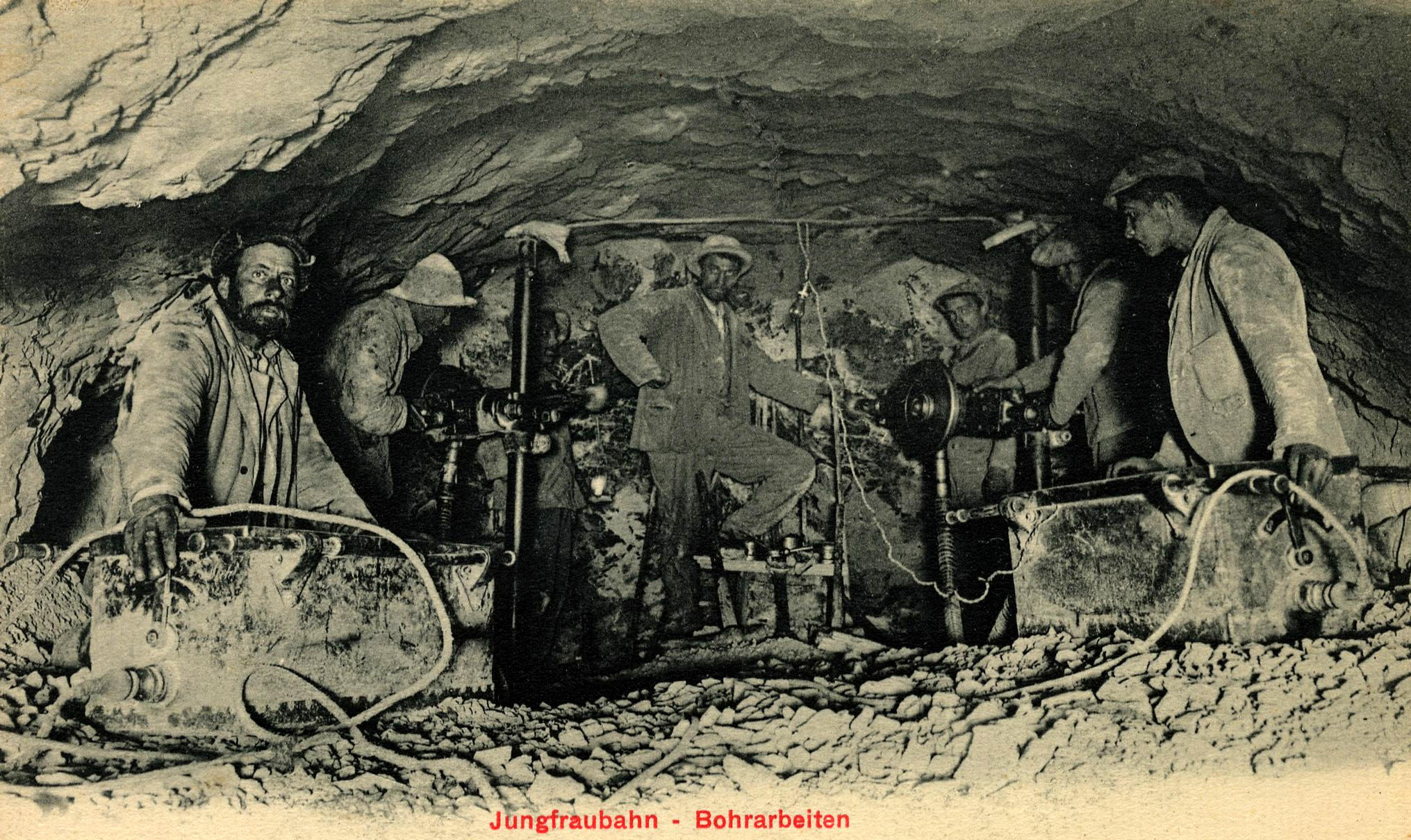
Bohrarbeiten beim Bau der Jungfraubahn (um 1900)

Am 19. September 1898 wurde die erste Teilstrecke nach mehr als zwei Jahren mühsamer Handarbeit in Betrieb genommen.
Nun begannen die Sprengarbeiten im Tunnel mit drei Schichten zu je acht Stunden. Bereits kurze Zeit nach Baubeginn des Tunnels ereignete sich ein schweres Unglück. Bei einer Dynamitexplosion verloren sechs italienische Arbeiter das Leben. Die Unfallursache konnte nie geklärt werden, da die Körper der Opfer völlig verunstaltet waren. Als Folge dieses Unglücks erliess die Bauleitung verschärfte Vorschriften zum Sprengverfahren und zur Lagerung des Dynamits. Der Tunnelbau ging nach dem Unfall wieder zügig voran und 1899 fand der Stich zur Station Rotstock auf 2530 m Höhe statt. Dies war jedoch der letzte Erfolg, den Adolf Guyer-Zeller erleben durfte, denn kaum einen Monat später, am 3. April 1899, erlag er im Alter von 60 Jahren in Zürich einer Lungenentzündung. Sein Tod stellte den Weiterbau in Frage, seine Erben führten das Werk nach einem kurzen Unterbruch jedoch mit Beharrlichkeit fort. Die Arbeiten kamen wegen der unsicheren Finanzierung aber nur schleppend voran. Die Gesellschaft lebte quasi von der Hand in den Mund, und der Weiterbau konnte nur dank kurzfristiger Bankkredite finanziert werden.

Plakat der Jungfraubahn von 1910

Erst am 28. Juni 1903 konnte der Betrieb bis zur Station Eigerwand inmitten der Eiger-Nordwand dem Verkehr übergeben werden. Von dieser Station haben die Reisenden einen Ausblick über den Abgrund mitten aus der Eigernordwand in Richtung Grindelwald. Zwei Jahre später, am 25. Juli 1905, konnte die Strecke bis zur Haltestelle Eismeer auf 3160 m, auch Kallifirn genannt, mit einer wunderbaren Aussicht über die Gletscherwelt eröffnet werden. Zahlreiche Touristen drängelten sich an der Kasse am Bahnhof Kleine Scheidegg, um das erste Billett zu der neuen Station erwerben zu können. Auf dieser Station wurde bis zur Fertigstellung der Bahn ein Touristenzentrum betrieben.
Bevor der Bau jedoch weitergehen konnte, musste das Unternehmen neues Geld beschaffen. Auch Guyer-Zellers ursprüngliche Pläne wurden von der Bauleitung abgeändert. Sie entschloss sich, anstelle eines Halts unter dem Mönchsjoch und der weiteren Strecke bis hinauf auf den Gipfel der Jungfrau, das Jungfraujoch auf 3454 m als Endstation vorzusehen.

Aktie über 500 Franken der Jungfraubahn-Gesellschaft vom 17. Dezember 1898, Blankette

Der Bau der letzten 3,6 Kilometer galt als einfach zu meistern, jedoch tauchten unerwartete Hindernisse auf: Der Fels leistete Widerstand, im Sommer hatte der gewinnbringende Personenverkehr Vorrang und im Winter versiegte zeitweise das Wasser, mit dem im Tal Strom für Bahn und Maschinen erzeugt wurde. Des Weiteren zehrten die harten Arbeitsbedingungen an den Kräften der Arbeiter. Um die Arbeitsmoral zu stärken, wurde eine Sonderprämie für die Schicht ausgelobt, der der Durchbruch gelingt. Dieser Anreiz führte jedoch auch zu Risikofreude, und die Arbeiter verwendeten so viel Dynamit wie möglich und mehr als zulässig, um sich des Durchschlags sicher zu sein. Am 21. Februar 1912 um 5.35 Uhr gelang schliesslich der Durchbruch, und die Schicht blickte durch das Loch am Jungfraujoch in den Morgenhimmel. Die Neue Zürcher Zeitung verkündete:

«Ein grossartiges Werk, ein Triumph moderner Ingenieurkunst, erhielt mit dem 21. Februar 1912 seine Weihe. Um 5 Uhr 35 Minuten in der Morgenfrühe krachte der entscheidende Schuss. Der Jubelruf ‚Durch’ widerhallte an den mächtigen Wänden und in tiefer Ergriffenheit sanken die Kameraden sich in die Arme.»

Am 29. Juli 1912 erteilte der Bundesrat die Betriebsbewilligung für die Jungfraubahn bis zum Jungfraujoch, nachdem Bundespräsident Ludwig Forrer und die Bundesräte Arthur Hoffmann und Louis Perrier das Jungfraujoch besucht hatten.
Am 1. August 1912 kurz vor Mittag, 16 Jahre nach Baubeginn, fuhr der erste, festlich geschmückte Zug mit geladenen Gästen die 9,3 Kilometer lange Strecke hinauf. Auf dem Jungfraujoch angekommen, gingen die Gäste durch eine zweihundert Meter lange Galerie. Die letzten Meter des Weges führten durch ewiges Eis. Auf dem Jungfrauplateau wurde gefeiert und die Schweizer Flagge gehisst.
Der Bau der Jungfraubahn kostete rund 16 Millionen Franken. Guyer-Zeller hatte mit Kosten von acht Millionen Franken gerechnet.

### Vollbetrieb
Der im Jahr 1912 eröffnete Abschnitt Eismeer–Jungfraujoch wurde sowohl im Adhäsionsbetrieb als auch im letzten Abschnitt kurz vor dem Jungfraujoch mit Zahnradbetrieb befahren. Daher mussten spezielle Reibungs- und Zahnradlokomotiven beschafft werden. Erst 1951 stellte man die ganze Strecke auf durchgehenden Zahnradbetrieb um, um die Betriebsführung zu erleichtern. Strom für die Bahn wird im betriebseigenen Wasserkraftwerk in Lütschental gewonnen. Der von drei talfahrenden Zügen ins Fahrleitungsnetz eingespeiste Bremsstrom reicht aus, um einen bergfahrenden Zug zu versorgen.
Die Fahrgastzahlen entwickelten sich positiv und übertrafen von Anfang an die Erwartungen. Hatte Guyer-Zeller anfangs 20'000 Fahrgäste, später 43'500 prognostiziert, waren es 1912 schon 77'000 Personen, welche die Bahn benutzten.
2011 waren es 765'000 Fahrgäste.
Bis Ende 2009 betrieb die Jungfraubahn bei der Station Eigergletscher eine Schlittenhundezuchtanstalt. Die Hundeschlitten transportierten anfänglich im Winter Lebensmittel und Postsendungen von Wengen zum Eigergletscher. Seit den 1930er Jahren wurden die aus Grönland stammenden Polarhunde nur noch für touristische Zwecke genutzt.
Mit der Indienststellung der neuen Triebwagen 221–224 im Jahr 2016, die zusammen mit den schon vorhandenen Einheiten 211–218 den Gesamtverkehr abwickeln, konnte bei der Fahrplangestaltung die Rücksichtnahme auf die festen Geschwindigkeiten der Triebwagen mit direktgespeisten Drehstrommotoren aufgegeben werden. Um den Halbstundentakt mit drei Umläufen bewältigen zu können, wurde die Fahrgeschwindigkeit erhöht und zusätzlich die Bedienung der Aussichtshaltestelle Eigerwand aufgegeben. Seit dem 11. Dezember 2016 können die Fahrgäste nur noch beim Eismeer aussteigen. Die Fahrzeit für die Bergfahrt reduziert sich so um 17 auf nunmehr 35 Minuten. Nach der Vollendung des V-Bahn-Projektes können die Fahrgäste nun direkt und schneller ohne Benutzung der Wengernalpbahn zur Station Eigergletscher fahren.

## Rekorde bei der Höhe / Höchstmarken
- Station Jungfraujoch, 3454 m, höchstgelegene Bahnstation Europas (Top of Europe)
- Station Eigergletscher, betrieblicher Mittelpunkt der Jungfraubahn mit der höchstgelegenen Betriebsküche aller Bahnen Europas.
- Werkstätte Eigergletscher, höchstgelegener Mechanikerausbildungsplatz Europas.

## Fahrzeugpark

### Ehemalige

Modell eines Rowanzugs der Jungfraubahn aus dem Jahr 1906

#### Lokomotiven zu den Rowanwagen
- He 2/2 1 und 2, (1898), 1960 ausrangiert und Rowanzug mit Lokomotive He 2/2 2 verschrottet, Rowanzug mit Lokomotive He 2/2 1 steht im Verkehrshaus Luzern
- He 2/2 3 und 4 (1900), 1960 verschrottet
- He 2/2 5 (1902), 1960 verschrottet
- He 2/2 6 (1904), bis 1996 in Dienst, 1997 remisiert im Depot Kleine Scheidegg, September 2008 an Bahnmuseum Kerzers-Kallnach, Juni 2017 an Zahnradbahn Tanvald–Harrachov[10] abgegeben
- He 2/2 7 (1908), 1963 verschrottet
- HGe 2/2 8 bis 10. 1912, ursprünglich für den Adhäsions- und Zahnstangenbetrieb, heute He 2/2 8 bis 10
- HGe 2/2 11. 1924, ursprünglich für den Adhäsions- und Zahnstangenbetrieb, heute He 2/2 11
- HGe 2/2 12. 1929, für den Adhäsions- und Zahnstangenbetrieb, 1964 verschrottet

#### Personenwagen
- Rowanwagen 1 bis 12

### Seit Mitte des 20. Jahrhunderts im Einsatz

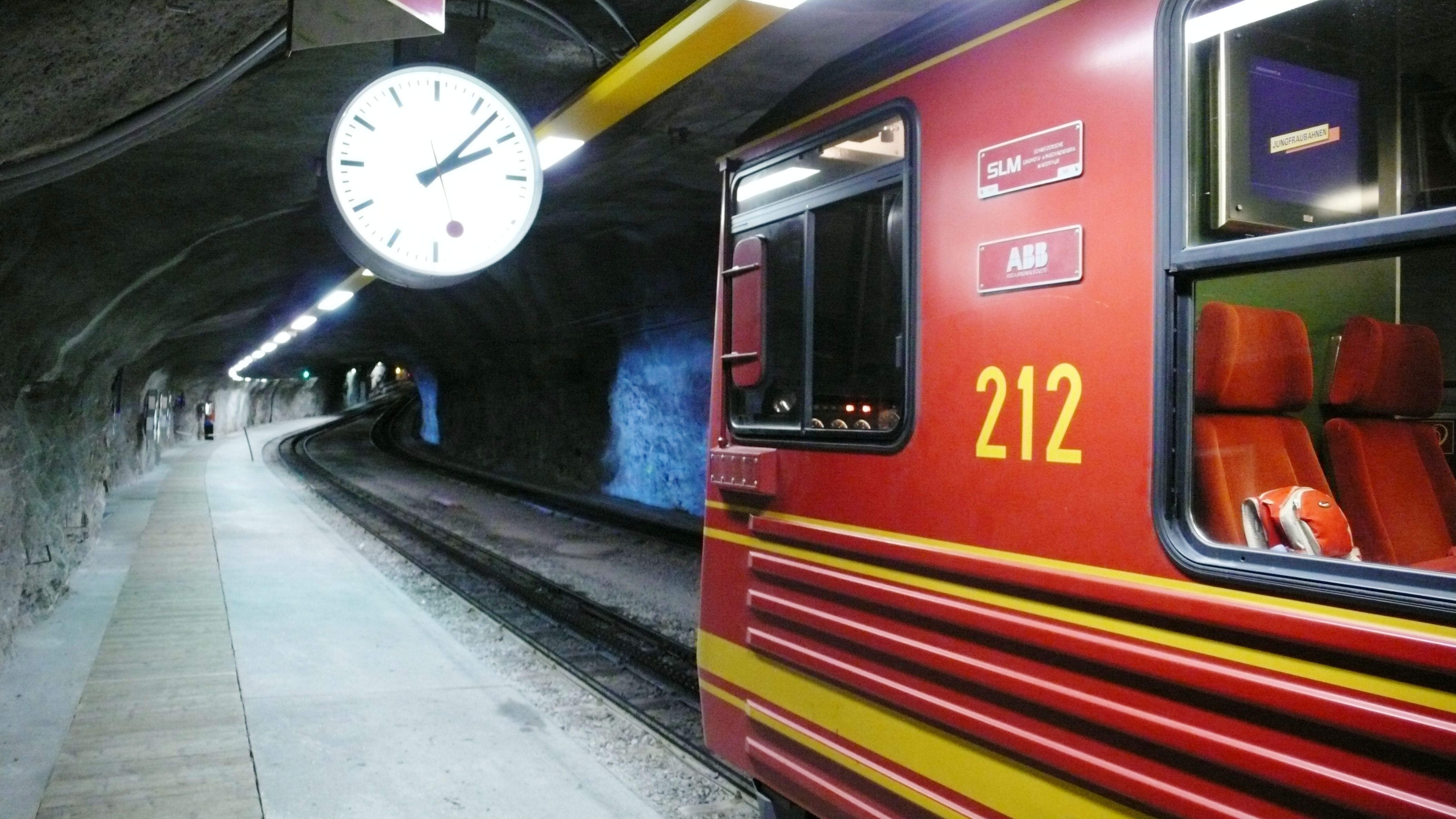
Zughalt BDhe 4/8 212 im oberen Tunnel

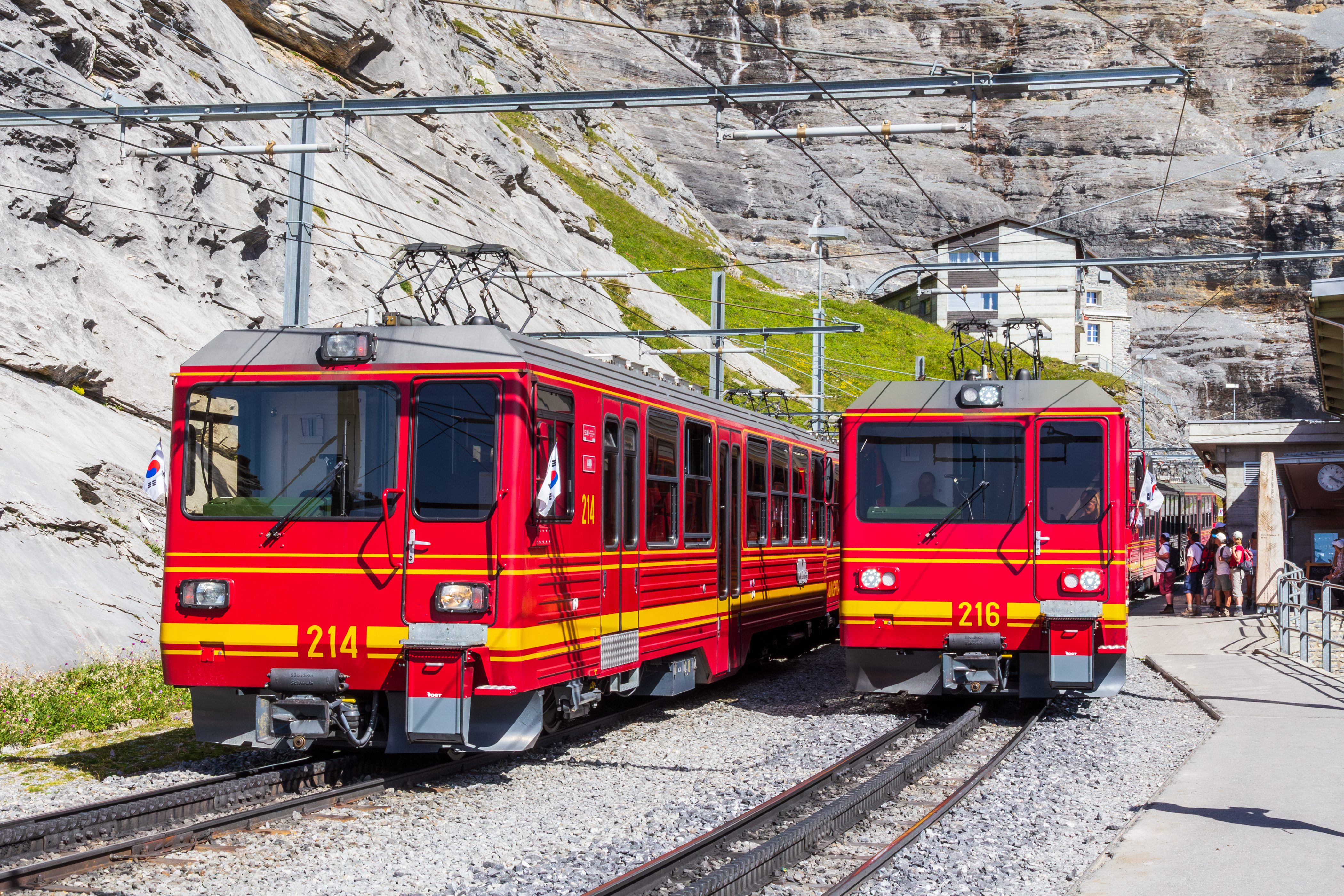
Triebwagen BDhe 4/8, Station Eigergletscher

#### Lokomotiven
- He 2/2 8 bis 11. 1912, umgebaut aus HGe 2/2 Nummer 11 mit Eiger-Ambassador-Express

#### Triebwagen und Doppeltriebwagen
- BDhe 2/4 201 und 202 (1955), 201 2016 abgebrochen
- BDhe 2/4 203 bis 206 (1960/1961), 205 2016 abgebrochen, 203 2019 abgebrochen
- BDhe 2/4 207 bis 210 (1964), 2016 abgebrochen
- BDhe 4/8 211 bis 214 (1992)
- BDhe 4/8 215 bis 218 (2002)
- Bhe 4/8 221 bis 224 (2016)

#### Steuerwagen
- Bt 25 und 26. 1955, 25 2016 abgebrochen
- Bt 27 bis 30. 1960, 27 2012, 28–30 2016 abgebrochen
- Bt 31 bis 34. 1964, 2016 abgebrochen

#### Dienstfahrzeuge
- X rote 51. 1937, Schneeschleuder
- X 52. 1921, Schneepflug
- Zekt 95 (1970/1994), Wassertransportwagen, passend zu den Doppeltriebwagen BDhe 4/8 211 bis 218
- Xhe rote 12. 2012, selbstfahrende bidirektionale Schneeschleuder mit Spurpflügen und Weichengebläse

## Eigentümerschaft
Das Unternehmen gehört zu 100 % der Jungfraubahn Holding und wird durch deren Gesellschaft Jungfraubahnen Management betrieben.

## Güterverkehr / Weltweit einzigartiges Transportkonzept

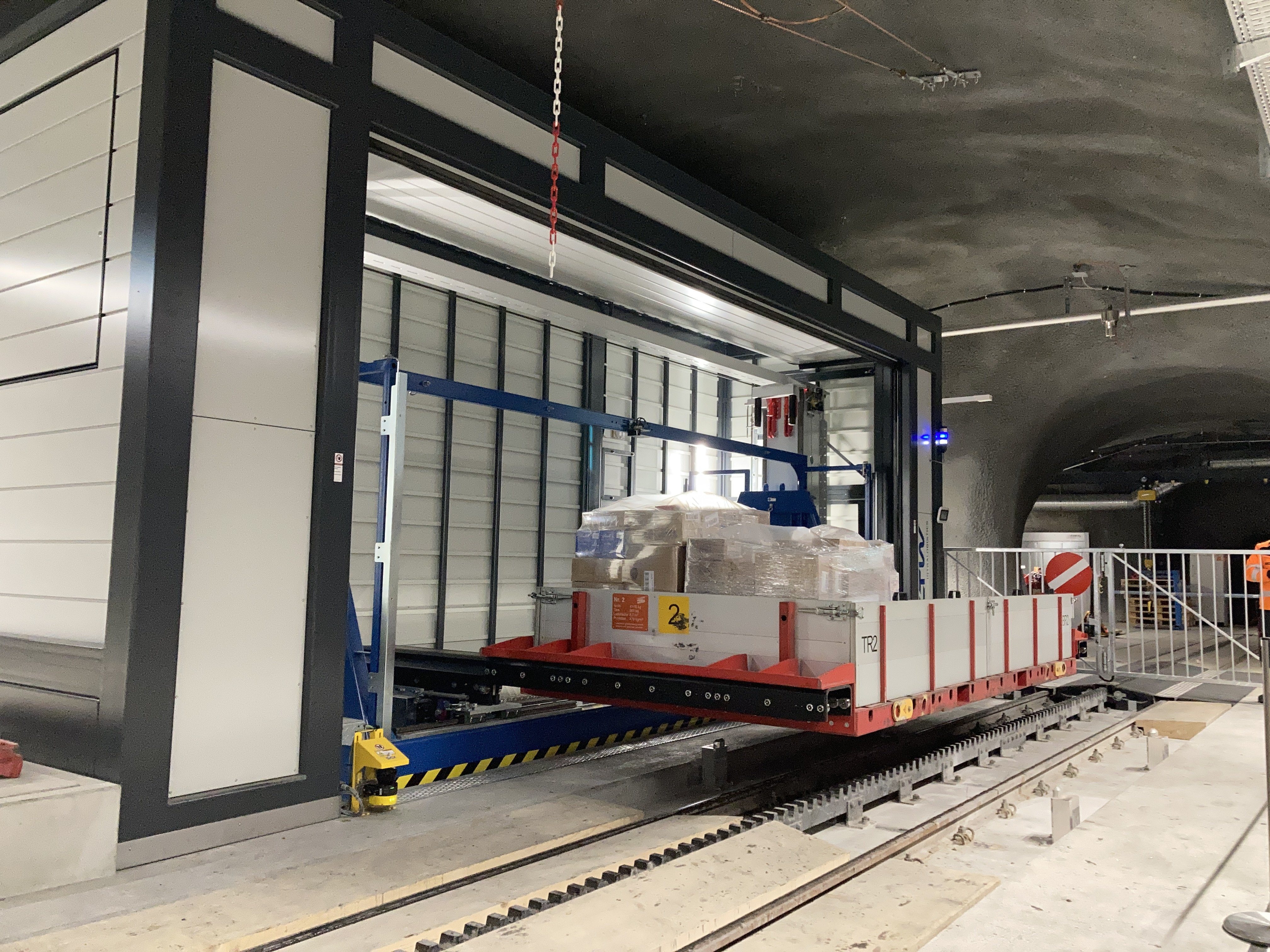
Nachdem der Zug den Bahnhof Jungfraujoch verlassen hat, wird mit dem von der Firma LTW Intralogistics entwickelten Umschlaggerät die zuvor im Untergrund zwischengelagerte Wechselpritsche zur Entladung auf das Gleis gestellt.

Für die Versorgung der zahlreichen Geschäfte und Restaurants am Jungfraujoch sind umfangreiche Gütertransporte erforderlich. Die Waren werden in der Regel mit den regulären Personenzügen auf bergseitig gekuppelten, offenen Wagen transportiert.
Bis 2021 erfolgte der Transport im unteren Teil mit der Wengernalpbahn (WAB), während der obere Teil von der Jungfraubahn bedient wurde. Da die beiden Zahnradbahnen unterschiedliche Spurweiten aufweisen, mussten die Waren im Bahnhof „Kleine Scheidegg“ mit Gabelstaplern – im Freien, mitten im Publikumsbereich – von einer Bahn auf die andere umgeladen werden.
Im Zuge des V-Bahn-Projekts (2021 eröffnet) wurde die gesamte Transportkette auf eine weltweit einzigartige und hochgradig automatisierte, multimodale Transportkette umgestellt. Der Warentransport erfolgt dabei in drei Etappen:
Transport Etappe 1: "Grindelwald Terminal" - Bergstation Seilbahn "Eiger-Express":
In der ersten Etappe erfolgt der Warentransport vollautomatisch mit der Seilbahn „Eiger-Express“. Für diesen Zweck wurden vier Kabinen der Seilbahn mit einer gekürzten Mittelbank ausgeführt. In Zeiten mit geringerem Fahrgastaufkommen werden die Waren von einem fix installierten Beladeroboter vollautomatisch in die ansonsten für den Personentransport vorgesehenen Kabinen geladen. Die Entladung in der Bergstation der Seilbahn „Eiger-Express“ erfolgt ebenfalls vollautomatisch.
Transport Etappe 2: Bergstation Seilbahn "Eiger-Express" - Bahnhof "Eigergletscher" der Jungfraubahn:
Zwischen der Bergstation der Seilbahn auf der einen Seite eines Berggrates und dem Jungfraubahn Bahnhof „Eigergletscher“ auf der anderen Seite des Berggrates werden die Waren auf einer fix installierten Fördertechnik transportiert. Diese befindet sich in einem Stollen. Auch auf dieser Etappe erfolgt der gesamte Transport vollautomatisch.
Transport Etappe 3: Jungfraubahn Bahnhof "Eigergletscher" - Jungfraubahn Bahnhof "Jungfraujoch":
Für die letzte Etappe des Transportes werden die Waren im Bahnhof „Eigergletscher“ mittels Gabelstapler auf einen Güterwagen mit Wechselpritsche verladen. Der Güterwagen ist bergseitig an einen zwischen der Station „Eigergletscher“ und der Station „Jungfraujoch“ pendelnden Personenzug gekuppelt.
Im Bahnhof „Jungfraujoch“ wird die Wechselpritsche von einem fix installierten Umschlaggerät automatisch vom Waggon gehoben und auf einem Regal im Untergrund zwischengelagert. Danach wird eine andere, ebenfalls im Regal im Untergrund bereitgestellte und bereits vorgeladene Wechselpritsche, vom Umschlaggerät automatisch auf den Güterwagen gestellt. Da sich die Umschlaganlage mitten im Publikumsbereich befindet, wird der Pritschenwechsel von einem Mitarbeiter überwacht. Kritische Bewegungen, bei denen die Gefahr besteht, dass sich im Gefahrenbereich befindliche Fahrgäste z. B. die Finger einquetschen könnten, werden dabei im „Zustimmbetrieb“ gefahren.
Für diesen Pritschenwechsel stehen in der kurzen Wendezeit des Zuges maximal drei Minuten zur Verfügung.
Nachdem der Zug den Bahnhof verlassen hat und die Fahrgäste den Bahnhofsbereich ebenfalls verlassen haben, wird die Wechselpritsche zum Be- und Entladen der Waren wieder aus dem Zwischenlager im Untergrund geholt und auf das Gleis gestellt. So können die Waren ohne Gefährdung der Fahrgäste in der Zeit bis kurz vor der Einfahrt des nächsten Zuges ungestört ent- bzw. beladen werden.

## Bilder
Bilder in der Reihenfolge der Stationen:

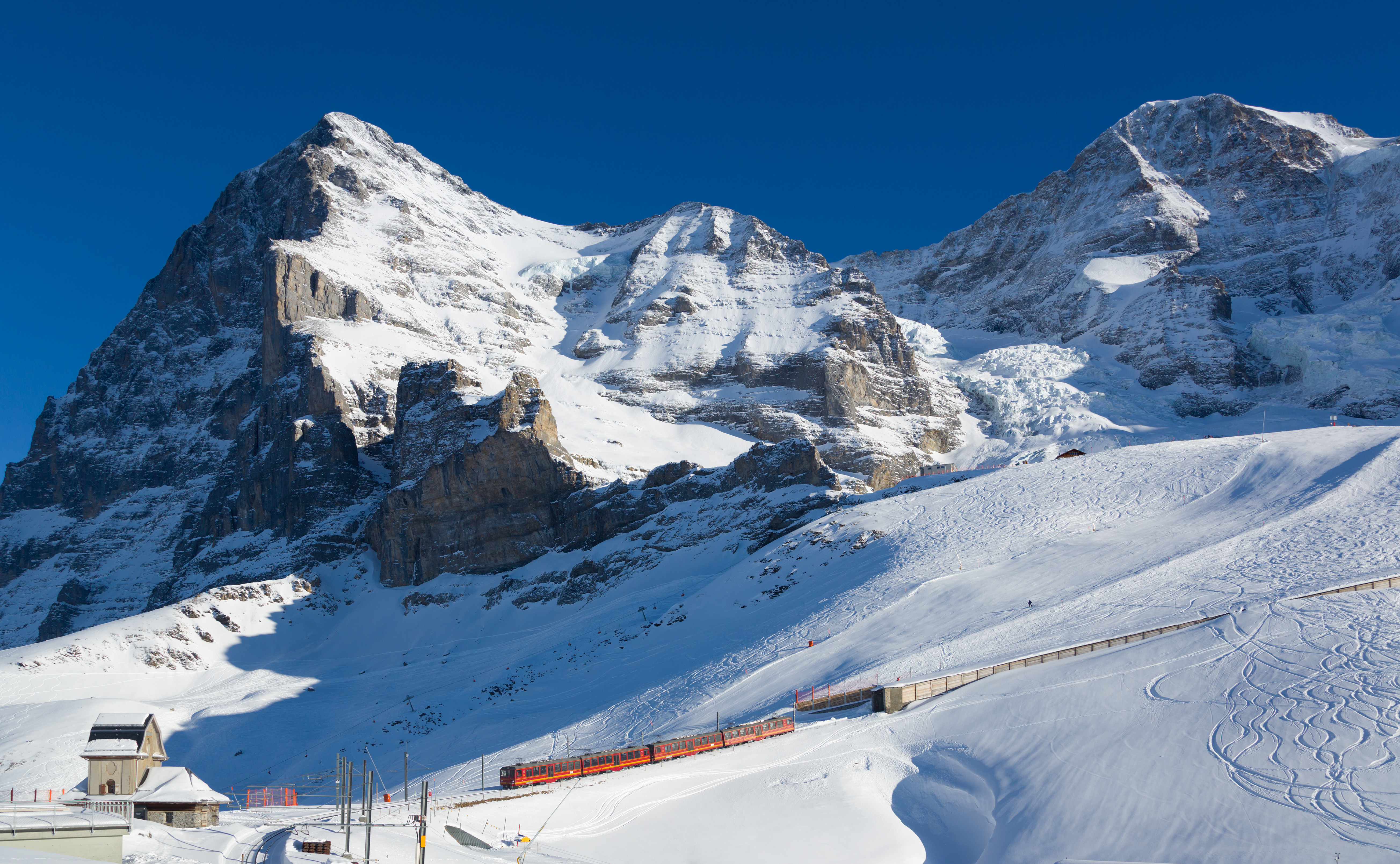
Die Jungfraubahn am Fuss der Eigernordwand
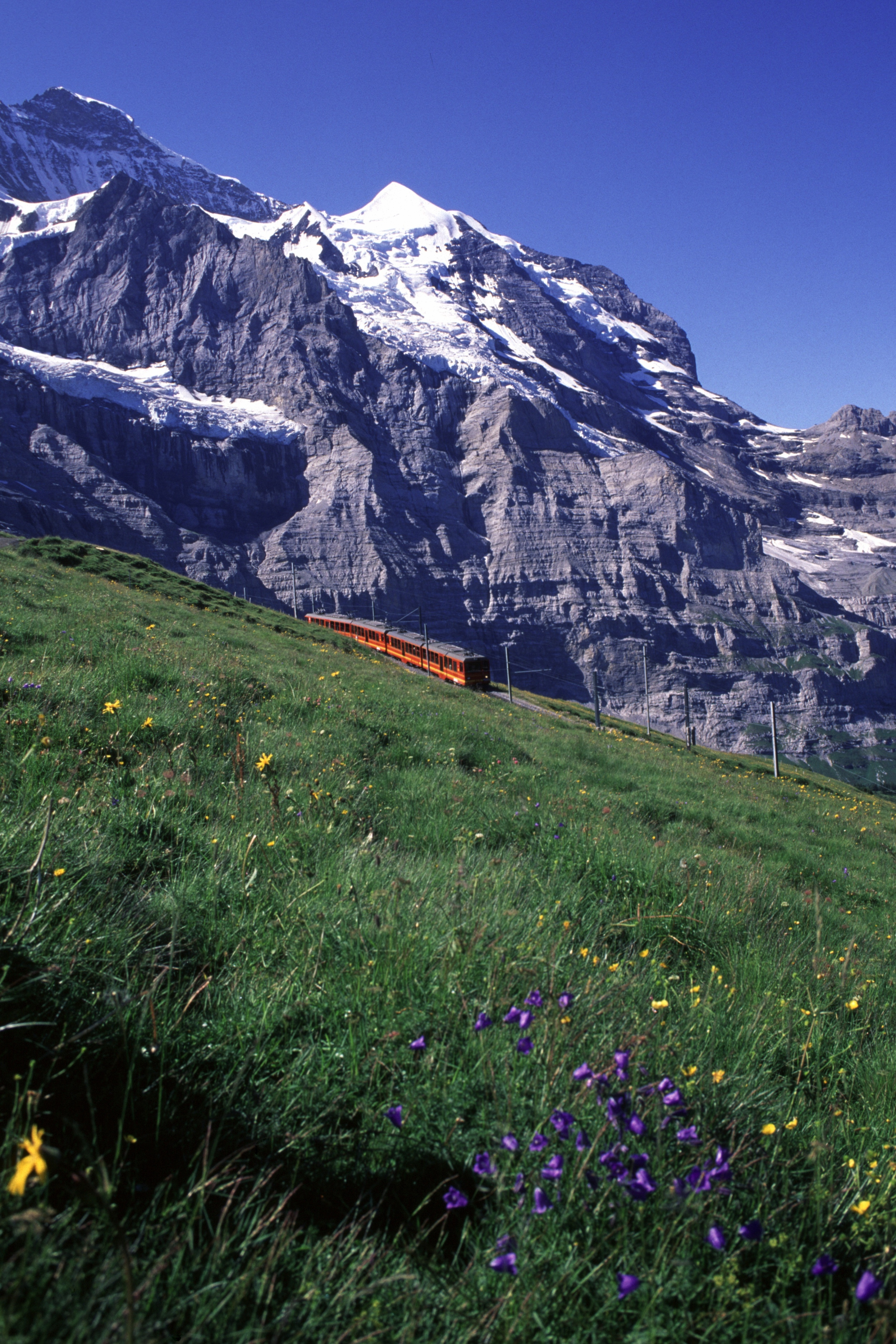
Blick auf einen Pendelzug BDhe 4/8 von der Station Eigergletscher kommend
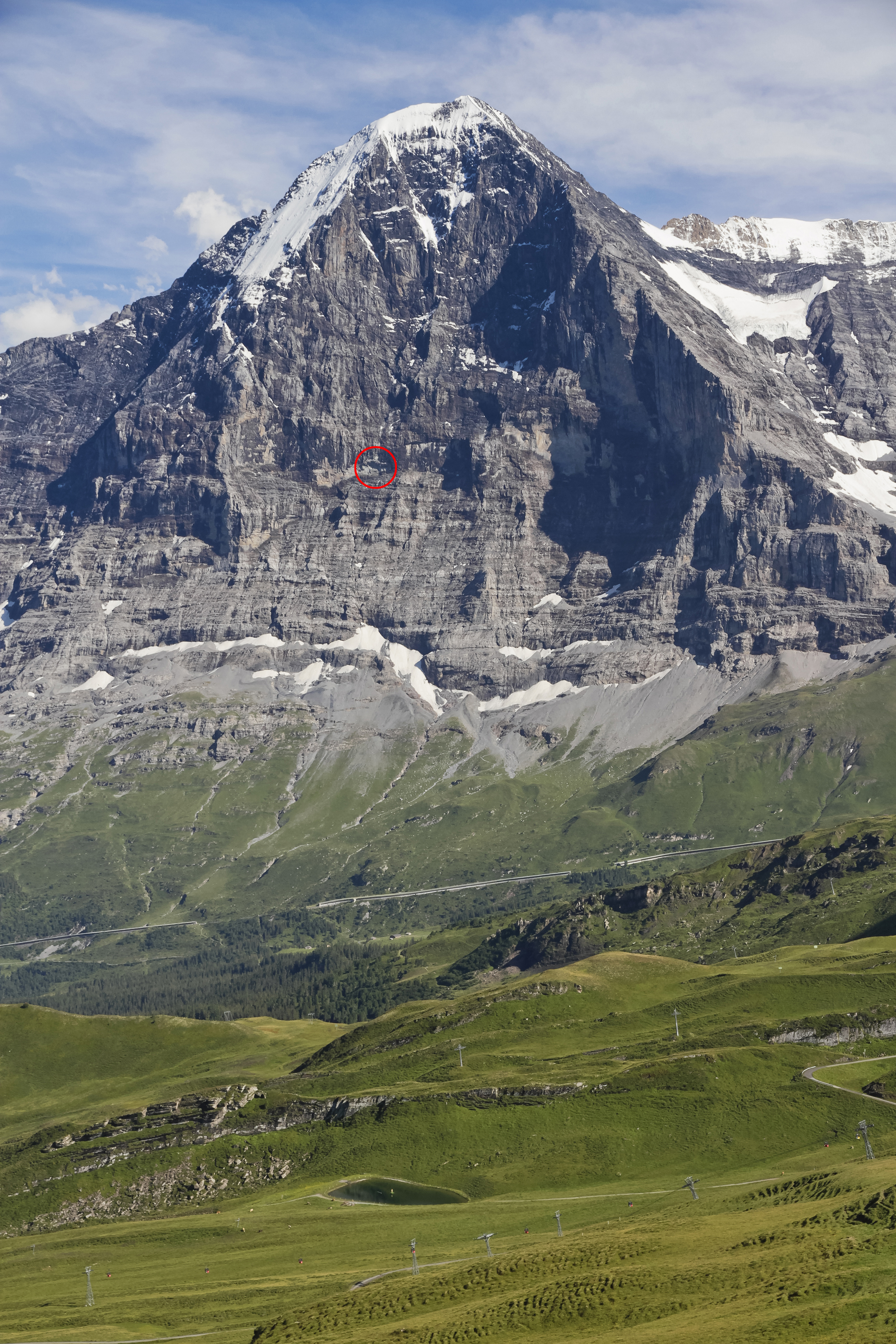
Lage der Tunnelstation Eigerwand in der Eigernordwand
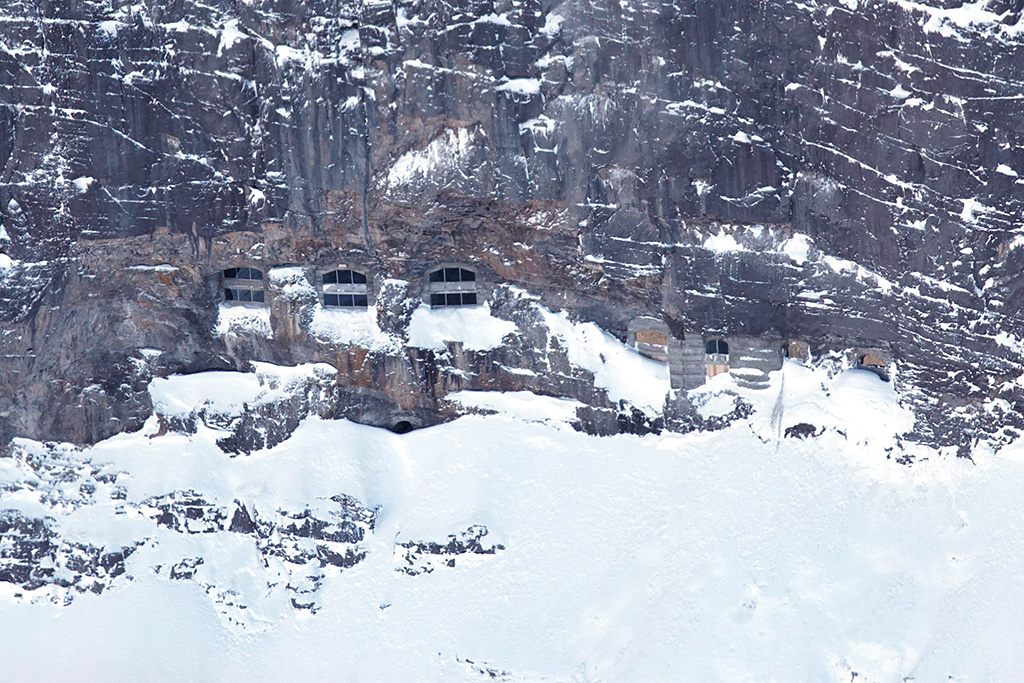
Nahaufnahme der Tunnelstation Eigerwand
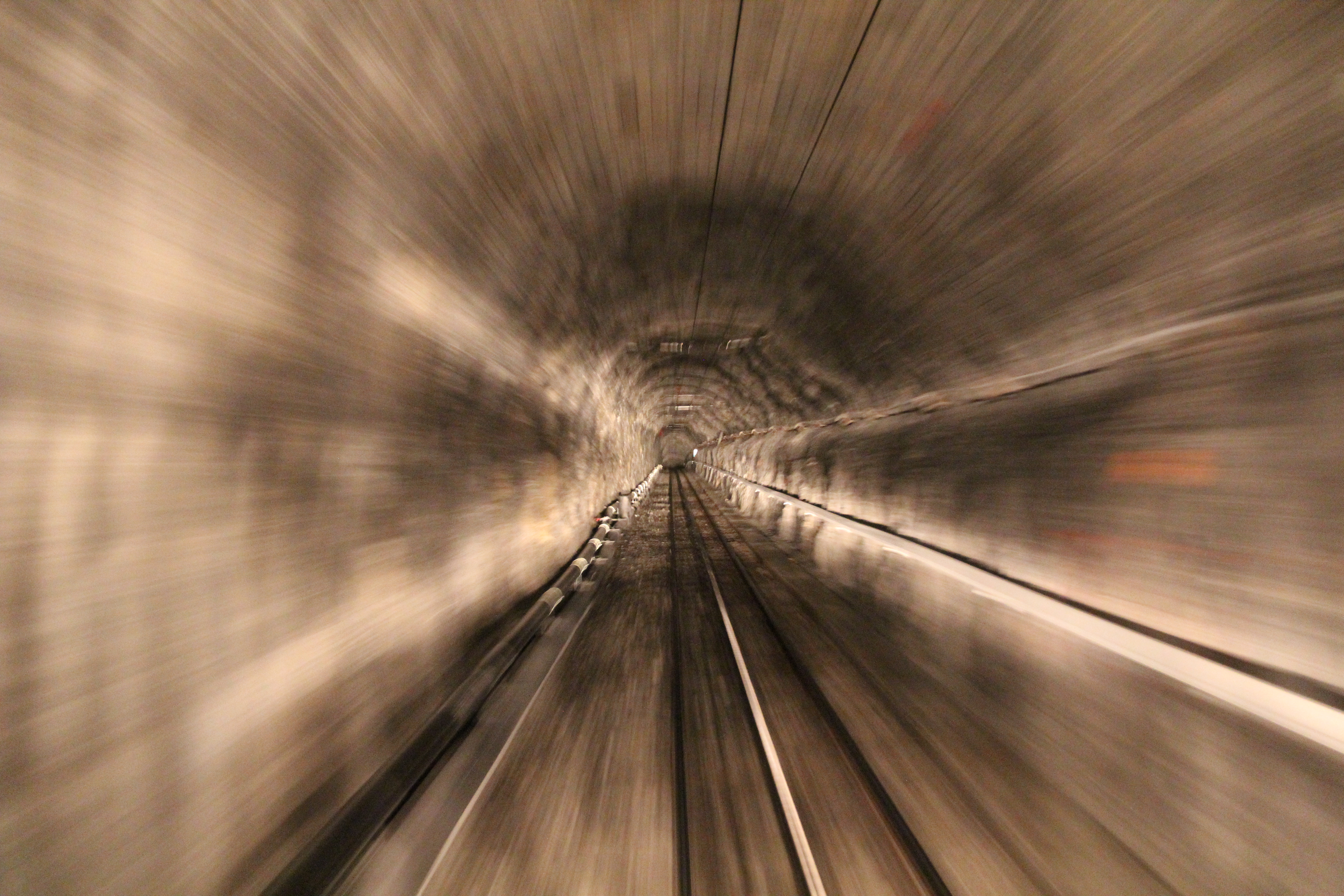
Blick in den Tunnel zwischen den Stationen Eigerwand und Eismeer
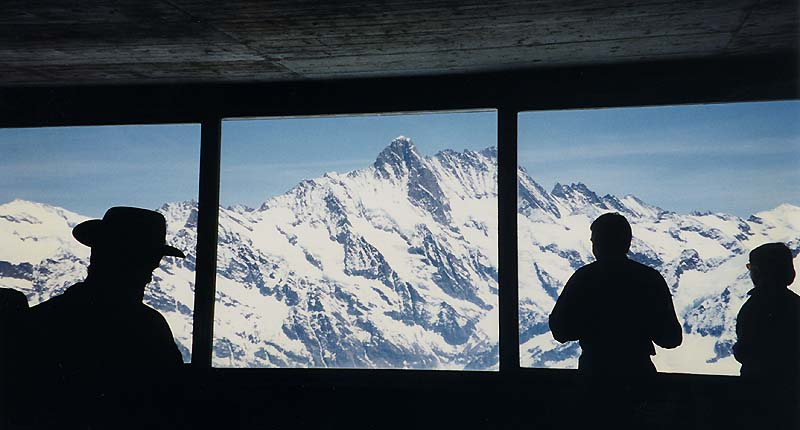
Blick auf das Schreckhorn von der Tunnelstation Eismeer aus
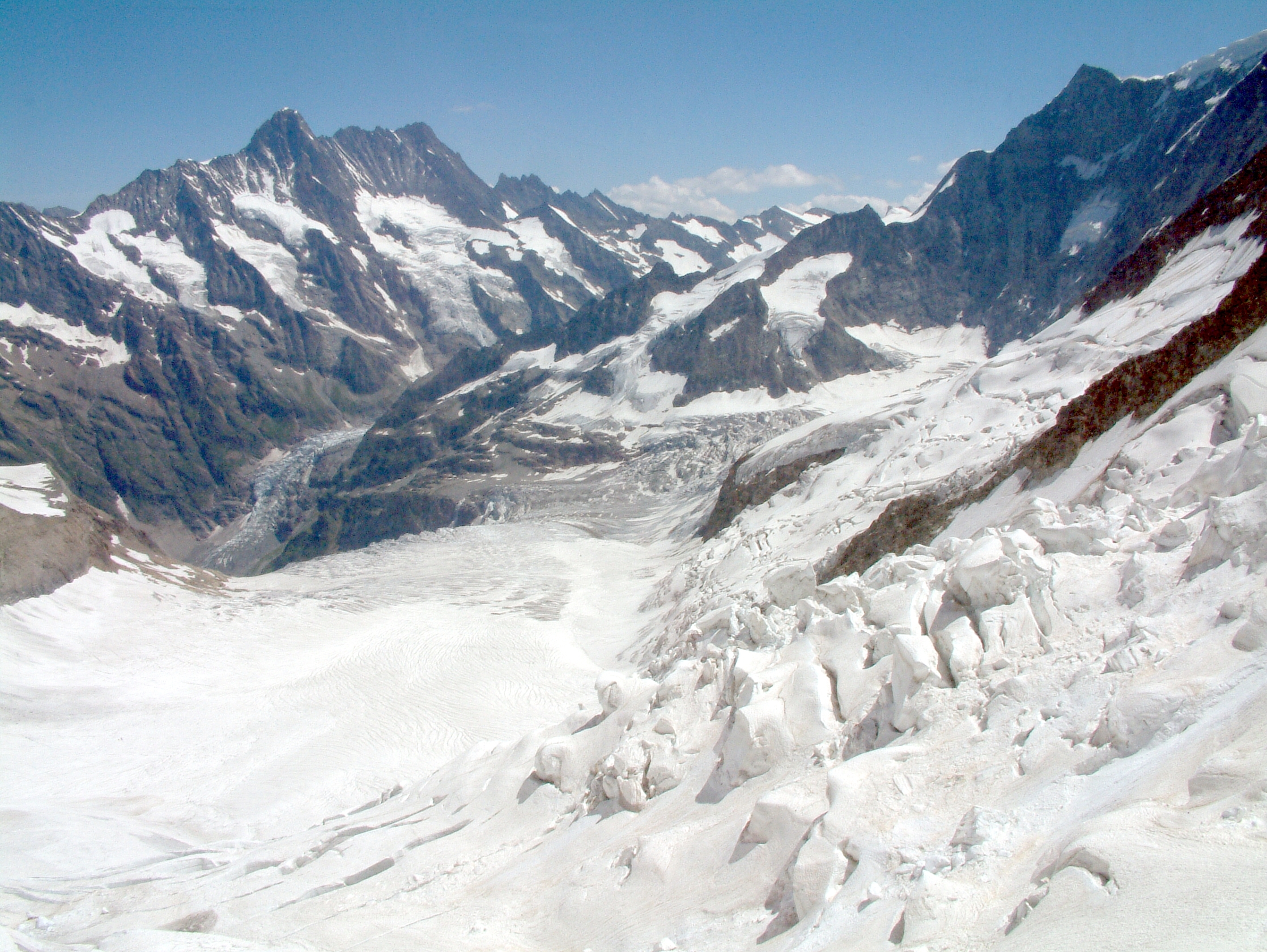
Aussicht von der Tunnelstation Eismeer der Jungfraubahnen
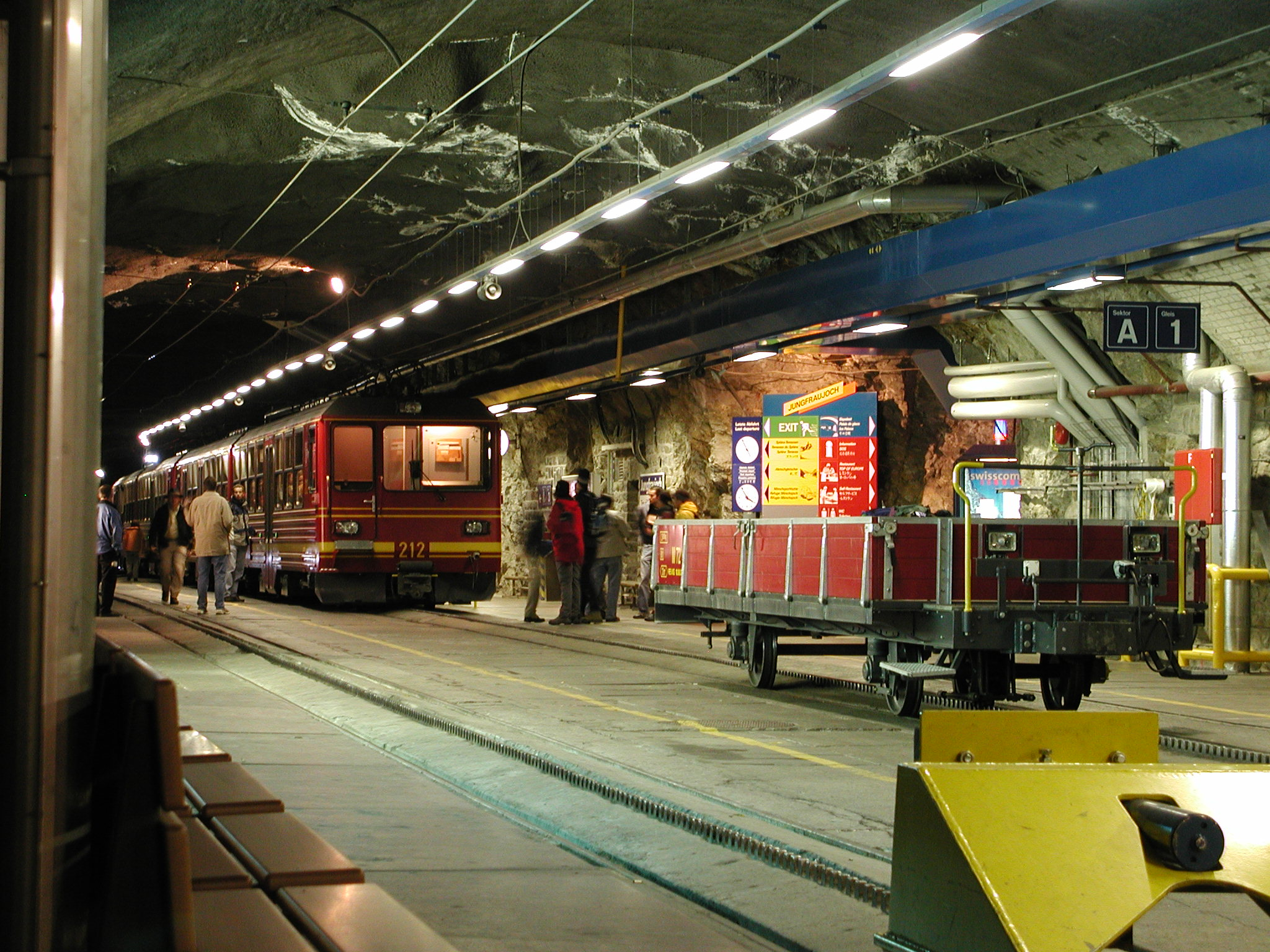
Bergstation Jungfraujoch im Felsinneren

## Filme
- SRF Dok Der Preis des Erfolges – Begegnungen am Jungfraujoch 2016 Dokumentation 50 Minuten. Über den Massentourismus und die Jungfraubahn.
- Hannes Schuler, Manfred Baur: Die Eroberung der Alpen, Gipfelstürmer. Folge 3. BR-online, 2009. Dokumentation, 45 Minuten. (Die Seil- und Zahnradbahnen ermöglichen im 20. Jhdt. den Hochgebirgstourismus in den Alpenländern).
- Die Jungfraubahn ist auch in mehreren Spielfilmen zu sehen. So ist sie Bestandteil im Actionfilm Im Auftrag des Drachen (The Eiger Sanction) und im Bergsteigerdrama Nordwand. Auch in einer Eröffnungssequenz des Horrorfilms Curse of Chucky ist ein Bild der Bahn zu sehen, wie die Protagonistin Nika eine Europareise plant.